# Syn (serial telewizyjny)
Syn – amerykański serial telewizyjny (dramat, western) wyprodukowany przez Sonar Entertainment, El Jefe oraz  Five & Dime Productions, który jest luźną adaptacją powieści o tym samym tytule autorstwa Philippa Meyera. Serial jest emitowany od 8 kwietnia 2017 roku przez AMC.
W Polsce serial był emitowany od 11 maja 2017 roku przez AMC Polska oraz od 24 września 2018 przez TVP2.
W lutym 2019 roku, stacja AMC Polska ogłosiła zakończenie produkcji serialu po dwóch sezonach.

## Fabuła
Serial dzieje się jednocześnie w dwóch płaszczyznach czasowych. Pierwsza dzieje się w 1849 roku opowiada o młodym Eli, który został porwany przez plemię Komanczów. Natomiast druga płaszczyzna dzieje się 60 lat później, gdzie Eli musi bronić swojego rancza podczas wojny amerykańsko-meksykańskiej na granicy.

## Obsada
- Pierce Brosnan jako Eli McCullough[5]
- Jacob Lofland jako młody Eli
- Henry Garrett jako Pete McCullough[6]
- Zahn McClarnon jako Toshaway[6]
- Jess Weixler jako Sally McCullough[7]
- Paola Núñez jako María García[6]
- Elizabeth Frances jako Prairie Flower[8]
- Sydney Lucas jako Jeannie McCullough[6]
- Carlos Bardem jako Pedro García[9]
- J. Quinton Johnson jako Neptune[8]
- Nick Stevenson jako Fred Bernhauer[8]
- Manuel Uriza jako  Aniceto Pizaña[10]

## Odcinki
| Sezon | Sezon | Odcinki | Oryginalna emisja | Oryginalna emisja | Oryginalna emisja | Oryginalna emisja | Oryginalna emisja |
| Sezon | Sezon | Odcinki | Premiera sezonu   | Finał sezonu      | Premiera sezonu   | Finał sezonu      |                   |
| ----- | ----- | ------- | ----------------- | ----------------- | ----------------- | ----------------- | ----------------- |
|       | 1     | 10      | 8 kwietnia 2017   | 3 czerwca 2017    | 11 maja 2017      | 13 lipca 2017     |                   |
|       | 2     | 10      | 24 kwietnia 2019  | 2019              | 9 maja 2019       |                   |                   |

### Sezon 1 (2017)
| Nr | #  | Tytuł              | Reżyseria          | Scenariusz                                    | Premiera AMC     | Premiera AMC Polska |
| -- | -- | ------------------ | ------------------ | --------------------------------------------- | ---------------- | ------------------- |
| 1  | 1  | First Son of Texas | Tom Harper         | Philipp Meyer, Brian McGreevy and Lee Shipman | 8 kwietnia 2017  | 11 maja 2017        |
| 2  | 2  | The Plum Tree      | Kevin Dowling      | Daniel C. Connolly                            | 8 kwietnia 2017  | 18 maja 2017        |
| 3  | 3  | Second Empire      | Kevin Dowling      | Kevin Murphy, Cami DeLavigne                  | 15 kwietnia 2017 | 25 maja 2017        |
| 4  | 4  | Death Song         | Olatunde Osunsanmi | Smith Henderson, Philipp Meyer                | 22 kwietnia 2017 | 1 czerwca 2017      |
| 5  | 5  | No Prisoners       | Olatunde Osunsanmi | Brian McGreevy, Lee Shipman                   | 29 kwietnia 2017 | 8 czerwca 2017      |
| 6  | 6  | The Buffalo Hunter | Jeremy Webb        | Julia Ruchman                                 | 6 maja 2017      | 15 czerwca 2017     |
| 7  | 7  | Marriage Bond      | Jeremy Webb        | Kevin Murphy, Julia Ruchman                   | 13 maja 2017     | 22 czerwca 2017     |
| 8  | 8  | Honey Hunt         | John David Coles   | Daniel C. Connolly                            | 20 maja 2017     | 29 czerwca 2017     |
| 9  | 9  | The Prophecy       | Tom Vaughan        | Julia Ruchman                                 | 3 czerwca 2017   | 6 lipca 2017        |
| 10 | 10 | Scalps             | Tom Vaughan        | Philipp Meyer, Brian McGreevy, Kevin Murphy   | 10 czerwca 2017  | 13 lipca 2017       |

### Sezon 2 (2019)
| Nr | #  | Tytuł                           | Reżyseria       | Scenariusz                 | Premiera AMC     | Premiera AMC Polska |
| -- | -- | ------------------------------- | --------------- | -------------------------- | ---------------- | ------------------- |
| 11 | 1  | Numunuu                         | Kevin Dowling   | Kevin Murphy               | 27 kwietnia 2019 | 9 maja 2019         |
| 12 | 2  | Ten Dollars and a Plucked Goose | Kevin Dowling   | Daniel C. Connolly         | 4 maja 2019      | 16 maja 2019        |
| 13 | 3  | The Blind Tiger                 | Kevin Dowling   | Anne-Marie Hess            | 11 maja 2019     | 23 maja 2019        |
| 14 | 4  | Scalped a Dog                   | Omar Madha      | Wes Brown                  | 18 maja 2019     | 30 maja 2019        |
| 15 | 5  | Hot Oil                         | Omar Madha      | Melanie Marnich            | 25 maja 2019     | 6 czerwca 2019      |
| 16 | 6  | The Blue Light                  | Ellen Kuras     | Julia Ruchman              | 1 czerwca 2019   | 13 czerwca 2019     |
| 17 | 7  | Somebody Get a Shovel           | Ellen Kuras     | Robert Askins              | 8 czerwca 2019   | 20 czerwca 2019     |
| 18 | 8  | All Their Guilty Stains         | Jeremy Webb     | Kevin Murphy, Nick Mueller | 15 czerwca 2019  | 27 czerwca 2019     |
| 19 | 9  | The Bear                        | Jeremy Webb     | Julia Ruchman              | 22 czerwca 2019  | 4 lipca 2019        |
| 20 | 10 | Legend                          | Daniel Sackheim | Kevin Murphy               | 22 czerwca 2019  | 11 lipca 2019       |

## Produkcja
9 stycznia 2016 roku, stacja kablowa AMC zamówiła od razu cały sezon.
11 marca 2016 roku, ogłoszono część obsady serialu, do której dołączyli: Henry Garrett, Zahn McClarnon, Paola Núñez oraz Sydney Lucas.
21 kwietnia 2016 roku, Jess Weixler dołączyła do dramatu.
7 maja 2016 roku, ogłoszono, że Carlos Bardem wystąpi w The Son.
6 czerwca 2016 roku, ogłoszono, że główną rolę w serialu zagra Pierce Brosnan.
20 lipca 2016 roku, kolejnymi aktorami, którzy dołączyli do obsady to: Elizabeth Frances, J. Quinton Johnson oraz Nick Stevenson.
18 sierpnia 2016 roku, ogłoszono, że Manuel Uriza wystąpi w dramacie.

13 maja 2017 roku, stacja AMC przedłużyła serial o drugi sezon. Premiera planowana jest na kwiecień 2019.